# Dodendans (kunst)

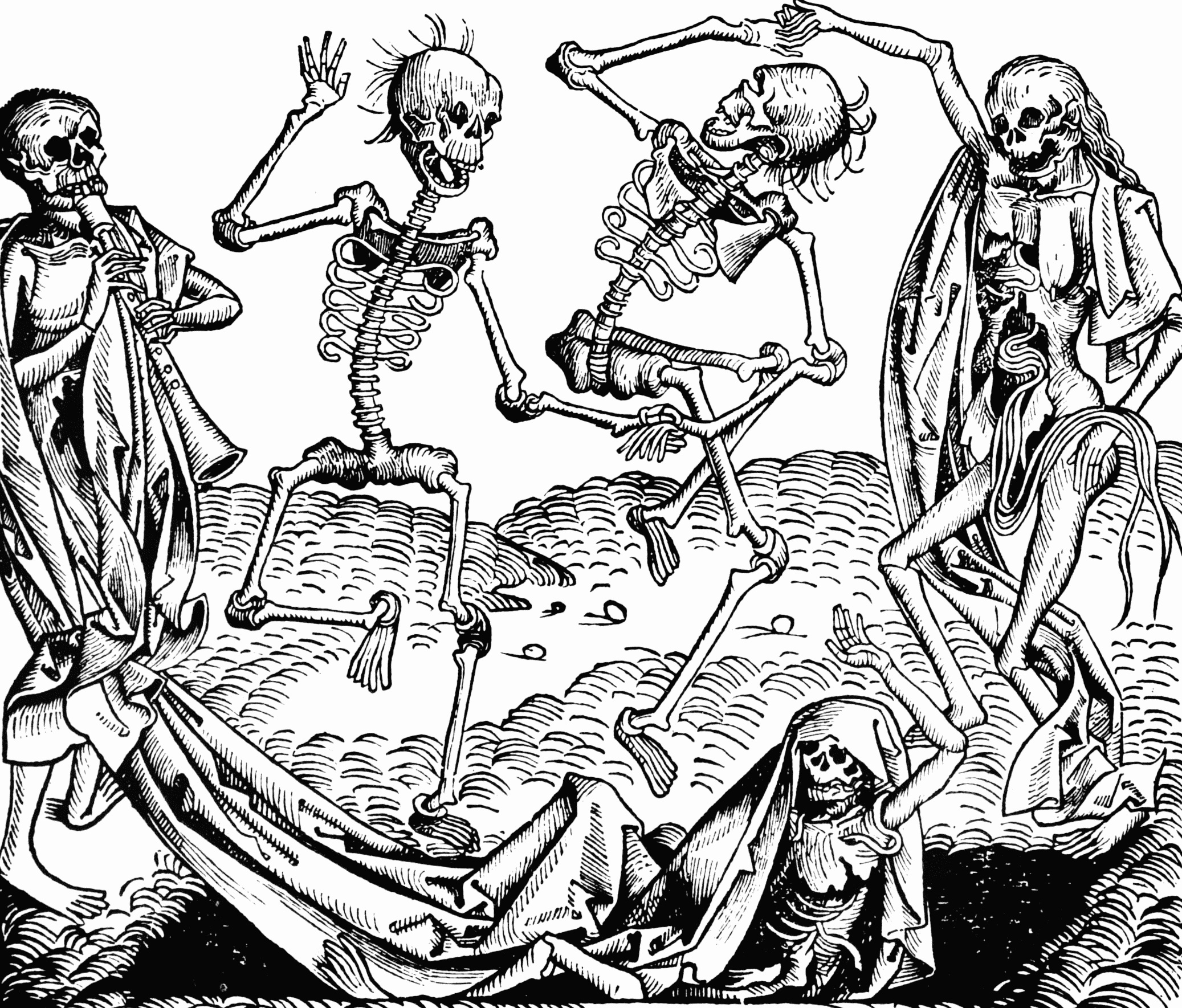
Illustraties van Michael Wolgemut bij de Kroniek van Neurenberg

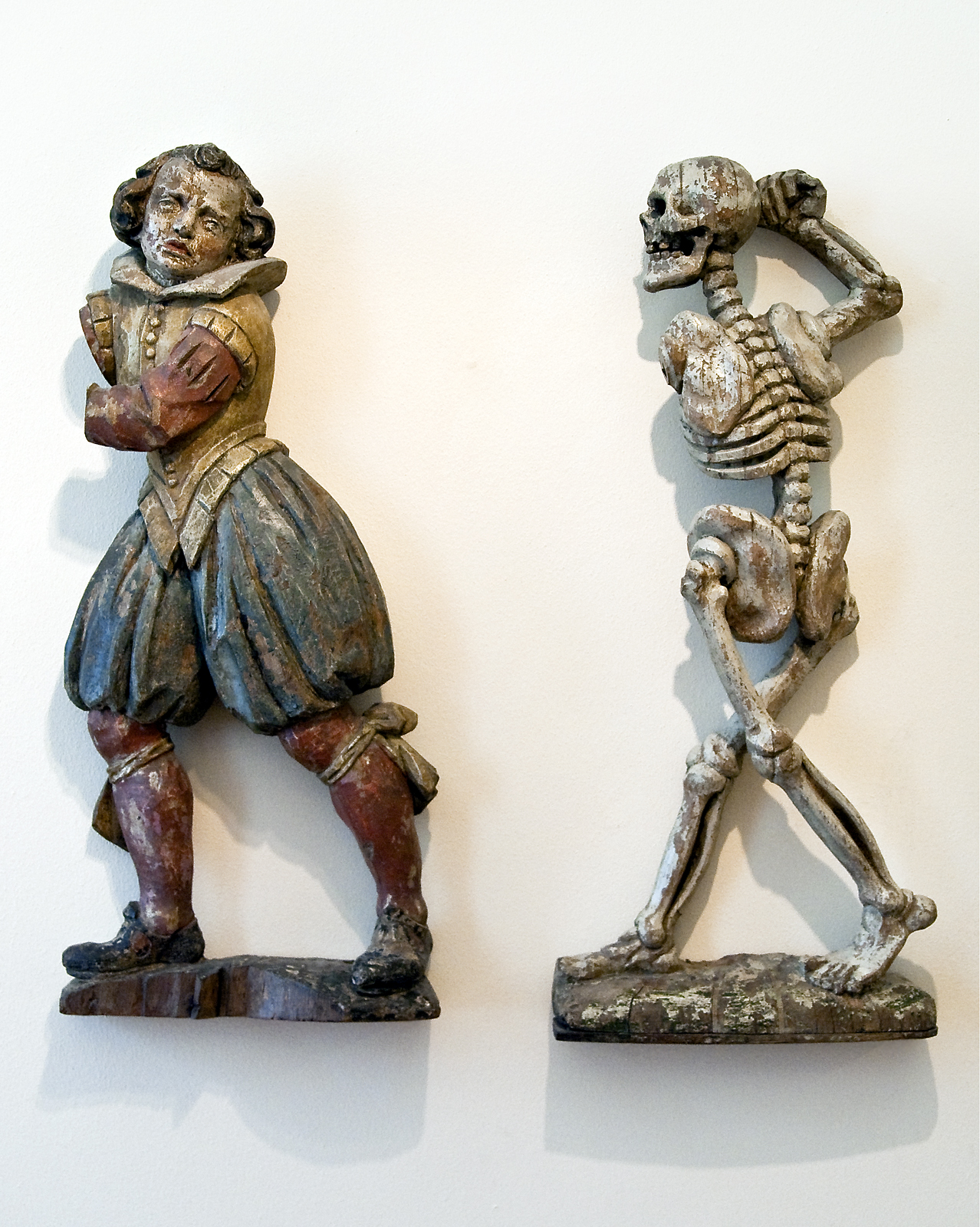
Fragmenten van een Dodendans ca. 1580

De dodendans of danse macabre is een thema dat al eeuwenlang voorkomt in de westerse cultuur (met name de schilderkunst) en dat waarschijnlijk zijn oorsprong vond in Frankrijk. De dood was in de late Middeleeuwen sterk in het bewustzijn van de mensen aanwezig maar het danse-macabre-thema lijkt vrij plotseling te ontstaan en is waarschijnlijk ontstaan als gevolg van de zwarte dood. Deze voorstelling had vaak een didactisch doel, waarbij gewezen werd op het  zinloze van onderscheidingen van sociale rang in het aangezicht van de dood, en mensen voorgehouden werd dat ze zich tijdens hun drukke wereldse bezigheden bewust dienden te blijven van de onvermijdelijkheid van de dood. Van oorsprong is de dodendans veertiende-eeuws. Het motief bereikte in beeldende kunst en literatuur een hoogtepunt in de vijftiende eeuw.

## Schilderkunst
Het vroegst bekende schilderij van de Dans van de Dood werd in 1312 in de Duitse stad Klingenthal gemaakt, en andere vroege versies waren wijdverspreid in heel Europa. De bekendste versie ervan is echter de dodendans op de Cimetière des Innocents in Parijs, geschilderd in 1424-25, dat vaak als het begin van de traditie wordt aangewezen. Het is echter wel zeker dat de uitdrukking 'danse macabre' al voor 1424 werd gebruikt, o.a. in een gedicht van Jean Lefevre. Een stoet van geraamten of ontbindende lichamen danst beurtelings met de levenden, of een stoet levenden volgt in reidans een dode die vaak een doodgraversattribuut zoals een sarcofaag meevoert. Ook de gepersonifieerde Dood, Magere Hein, leidt de stoet weleens met zijn zeis. Soms is er ook een bestemming aangeduid, het graf of (zeer zelden) de hel. Begeleidende teksten geven soms de woorden van de doden aan de levenden en andersom aan. Tegenwoordig wordt vaak iedere afbeelding waarop levenden met (bewegende) doden voorkomen een dodendans genoemd. De doden zijn meestal uitbundig, de levenden kijken vaak somber of angstig.
Muurschilderingen op kerkhoven en in kerken in Frankrijk zijn zeldzaam en ontstaan vanaf 1424-25 (een groot fresco in de abdijkerk van la Chaise-Dieu en in de kerk Saint-Germain in La Ferté-Loupière eind 15e eeuw), in Duitsland sinds ca. 1439 (Ulm en Konstanz  en in Zwitserland (Bazel, Bern, Fribourg). De dodendans komt ook voor in beeldhouwwerk en vindt zijn weerslag in diverse grafmonumenten in Europa. Daarnaast diende ze als decoratie in zowel verluchte als gedrukte getijdenboeken. Vele malen ook in houtsneden uitgegeven, waarvan de bekendste zijn van Guyot Marchant (1485), van Hans Holbein (1525) en van Alfred Rethel (1848). In Nederland komt het thema van de dodendans veel minder voor dan in Frankrijk en Duitsland. Voor zover bekend zijn deze schilderingen alleen aangetroffen in de St. Maartenskerk te Zaltbommel, de Sint-Walburgiskerk te Zutphen en in de N.H. kerk te Westbroek.

## Muziek

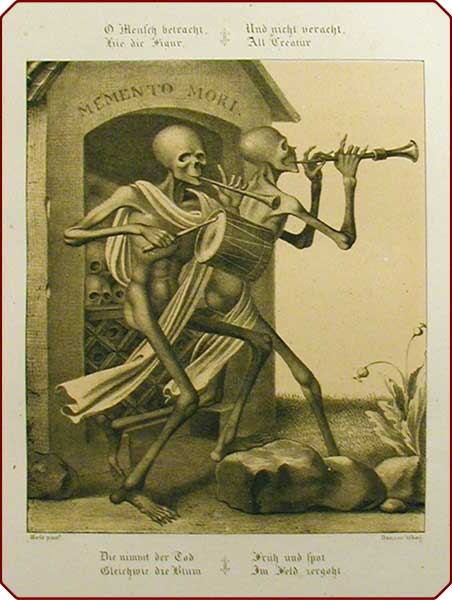
19e-eeuwse dodendans

Jean Lahor (Henri Cazalis) heeft een gedicht geschreven dat door de Franse componist Camille Saint-Saëns (1835-1921) als een lied is getoonzet. Deze compositie is nooit erg bekend geworden. Later heeft hij van het dodendansthema echter een symfonisch gedicht gemaakt (Danse macabre Op. 40 uit 1874, dat wel alom bekend is geworden en dat misschien het eerste is waar de moderne lezer aan zal denken bij het horen van de titel danse macabre. Saint-Saëns heeft het hele lied in een walskleedje gestoken. 
Het gaat over de Dood die om middernacht een danslied speelt op zijn viool. Witte geraamten in ruime lijkwaden lopen en springen in het donker. Het klapperen van de beenderen wordt weergegeven door de xylofoon. Maar dan kraait de haan en moet iedereen snel terug in zijn graf duiken. De Dood blijft alleen achter en treurt nog even op zijn viool.
Franz Liszt heeft een  Totentanz  geschreven. Die is gebaseerd op de Gregoriaanse sequentia Dies Irae. De volledige titel is Totentanz voor Piano en Orkest, Parafrase met Variaties over Dies Irae.
In de Liederen en dansen van de dood van Modest Moessorgski zingt de dood een lied voor onder andere de moeder van een stervend kind, een langs de weg wankelende boer en een generaal op het slagveld.
Hugo Distler schreef ook een Totentanz, waarbij dialogen tussen de dood en de keizer, de dood en de landman tot aan de dood en het kind worden afgewisseld met gezongen spreuken. Deze serie is gebaseerd op de afbeeldingencyclus Totentanz uit de Marienkirche in Lübeck, die in 1942 verwoest werd in een bombardement op de stad. Dezelfde serie afbeeldingen werd in 2013 door Thomas Adès gebruik voor zijn Totentanz.
Iron Maiden heeft in 2003 het album Dance of Death uitgebracht. Het titelnummer slaat op de Dodendans. Zanger Bruce Dickinson hulde zich tijdens concerten in een Dood-kostuum als dit nummer werd gespeeld.
Het tweede deel van de symfonische suite Cantabile door Frederik Magle (2004-09) is getiteld Cortège & Danse Macabre (Stoet en Dodendans)
Delain (band) heeft in 2016 het album Moonbathers uitgebracht met daarop een nummer genaamd Danse Macabre.
De Nederlandse symphonic metal band Epica bracht in samenwerking met de Efteling in 2024 het nummer The Ghost In Me (Danse Macabre) uit, als onderdeel van de opening van de nieuwe attractie Danse Macabre. In het nummer is het bekende muziekstuk van Saint-Saëns terug te horen.

## Film
De dodendans is ook vaak tot animaties bewerkt. Bekend is waarschijnlijk de Silly Symphonies: The Skeleton Dance uit 1929 van Walt Disney. Een andere bekende uitvoering is op Halloween uitgezonden door PBS in 1980. Beiden gebaseerd op de Danse Macabre van Camille Saint-Saëns.
De Zweedse regisseur Ingmar Bergman heeft het thema van de dodendans in zijn werk Het zevende zegel (Det sjunde inseglet) uit 1957 filmisch verbeeld.

## Efteling
In de Efteling was tussen 1975 en 2022 in het Spookslot een op de dodendans gebaseerde show te zien waarbij de Danse macabre van Camille Saint-Saëns was te horen. 
In 2024 opende de opvolger van het Spookslot, Danse Macabre, nu ook vernoemd naar het muziekstuk. In deze attractie ondergaan de bezoekers zelf de dodendans waarbij de Dance macabre eveneens is te horen. Ze zitten hierbij in draaiende koorbanken op een grote draaiende en kantelende schijf, waarbij diverse spookfiguren verschijnen. 

## Gedicht
Tekst van het gedicht Danse Macabre van Jean Lahor:
| Zig et zig et zig, la Mort en cadence frappant une tombe avec son talon, la Mort à minuit joue un air de danse, zig et zig et zag, sur son violon. Le vent d'hiver souffle, et la nuit est sombre; des gémissements sortent des tilleuls; les squelettes blancs vont à travers l'ombre, courant et sautant sous leurs grands linceuls. Zig et zig et zig, chacun se trémousse. On entend slaquer les os des danseurs; Un couple lascif s'asseoit sur la mousse, comme pour goûter d'anciennes douceurs. Zig et zig et zag, la Mort continue de racler sans fin son aigre instrument. Un viole est tombé! La danseuse est nue, son danseur la serre amoureusement. | La dame est, dit-on, marquise ou baronne, et le vert galant un pauvre charron; Horreur! et voilà qu'elle s'abandonne comme si le rustre était un baron. Zig et zig et zig, quelle sarabande! Quels cercles de morts se donnant la main! Zig et zig et zag, on voit dans la bande le roi gambader auprès du vilain. Mais psit! tout à coup on quitte la ronde, on se pousse, on fuit, le coq a chanté. Oh! la belle nuit pour le pauvre monde, et vivent la mort et l'égalité! |